# Wojciech Lis
Wojciech Lis ps. „Mściciel” (ur. 28 października 1913 w Ostrowach Tuszowskich, zm. 30 stycznia 1948 w Ostrowach Baranowskich) – żołnierz AK, NSZ, WiN, NOW, dowódca oddziału partyzanckiego walczącego przeciw Niemcom i Sowietom w Puszczy Sandomierskiej.

## Działalność

### Przed wojną
Syn Józefa i Anny z domu Sałdyka. Miał piątkę rodzeństwa (dwoje z pierwszego małżeństwa ojca i troje z drugiego). Mieszkał wraz z rodzicami i rodzeństwem w miejscowości Toporów, niewielkiej wsi leżącej pośród lasów na zachód od Ostrowów Tuszowskich. Ukończył cztery klasy szkoły powszechnej i pracował w gospodarstwie rolnym Sylwestra Kozioła w Dobryninie. Mając 21 lat, wstąpił do ZMW „Wici”, a następnie do Stronnictwa Ludowego.

### Walka z Niemcami
W kampanii wrześniowej nie brał udziału z racji wcześniejszego urazu stopy, który uniemożliwiał mu służbę wojskową. Po zakończeniu działań wojennych przystąpił do zbierania uzbrojenia i jego przechowywania w konspiracyjnych kryjówkach. W związku z wysiedleniem jego rodzinnej wioski przez Niemców w latach 1940-1941 ukrywał się w lasach. W tym czasie związał się ze Związkiem Walki Zbrojnej, gdzie prawdopodobnie miał pseudonim „Ryś”. W 1942 pracował w firmie Johanna Henninga przy budowie dróg na niemieckim poligonie „Południe”. W niejasnych okolicznościach pobił i zabrał broń niemieckiemu oficerowi, po czym uciekł do lasu, gdzie się ukrywał. 
Lis dołączył się do działającego w okolicy oddziału partyzanckiego złożonego z Polaków i zbiegłych jeńców radzieckich, który nie podlegał bezpośrednio żadnej strukturze politycznej. W wyniku podziału objął dowództwo nad jego częścią, która podporządkowała się Narodowej Organizacji Wojskowej. Pod koniec 1942 podporządkował się Narodowym Siłom Zbrojnym, objął dowództwo nad oddziałem Akcji Specjalnej NSZ. Jego oddział atakował mniejsze ugrupowania Wehrmachtu, niszczył niemiecką infrastrukturę na poligonie, zastraszał niemieckich osadników oraz volksdeutschów. W odwecie Niemcy 2 kwietnia 1943 spalili gospodarstwo jego rodziców i zabili ojca i siostrę. W odpowiedzi oddział Lisa, który przyjął wówczas pseudonim „Mściciel”, zintensyfikował swoją działalność, m.in. 18 września 1943 zlikwidował Otto Engelhardta, dowódcę niemieckiej żandarmerii na terenie Lager Mielec.
W sierpniu 1944 jego grupa, po utracie łączności z NSZ, weszła w skład Armii Krajowej. Brał udział w odbiorze zrzutów broni, m.in. w nocy z 27 na 28 kwietnia 1944 ubezpieczał placówkę odbiorczą „Wrona” w okolicach Radomyśla Wielkiego. W sierpniu 1944 jego oddział stanowił podstawę do sformowania oddziału AK „Hejnał”, który wziął udział w akcji „Burza”, w ramach której współpracował z Armią Czerwoną. 6 sierpnia jego żołnierze wkroczyli do Mielca, gdzie nie dopuścili do zniszczenia fabryki lotniczej.

### Walka z komunistami i Armią Czerwoną
Po wyzwoleniu Lis zgłosił się do służby w MO, ale wobec jego odmowy udziału w wyłapywaniu akowców został w październiku 1944 aresztowany przez NKWD. Udało mu się zbiec z więzienia w Mielcu poprzez wyłamanie drzwi do aresztu. Ukrywał się w Kolbuszowej oraz Hykach Dębiakach, gdzie podjął pracę w tamtejszym młynie jako strażnik i magazynier. Został rozpoznany, w marcu 1945 funkcjonariusze MO z Kolbuszowej nieskutecznie próbowali go aresztować. Wiosną rozpoczął formowanie oddziału partyzanckiego z żołnierzy AK i BCh, wkrótce oddział osiągnął liczebność ok. 100 osób. W maju 1945 podporządkował oddział komendantowi powiatowemu NSZ w Mielcu kpt. Janowi Fijałkowskiemu, a w czerwcu otrzymał awans na stopień chorążego. W połowie 1946 oddział Lisa stał się częścią zgrupowania WiN dowodzonego przez mjr. Hieronima Dekutowskiego. Nawiązywał współpracę z innymi oddziałami podziemia niepodległościowego, podlegały mu oddziały Antoniego Zycha „Bohuna” i Tadeusza Jaworskiego „Zerwikaptura”. Zwalczał oddziały KBW i MO, likwidował agenturę UB, zwalczał bandytyzmy oraz dokonywał ataków na patrole Armii Czerwonej. Jego oddział przetrwał kilka obław wykonanych przez siły komunistyczne, głównie dzięki doskonałej znajomości terenu na którym działał. W tym czasie otrzymał awans na porucznika. 

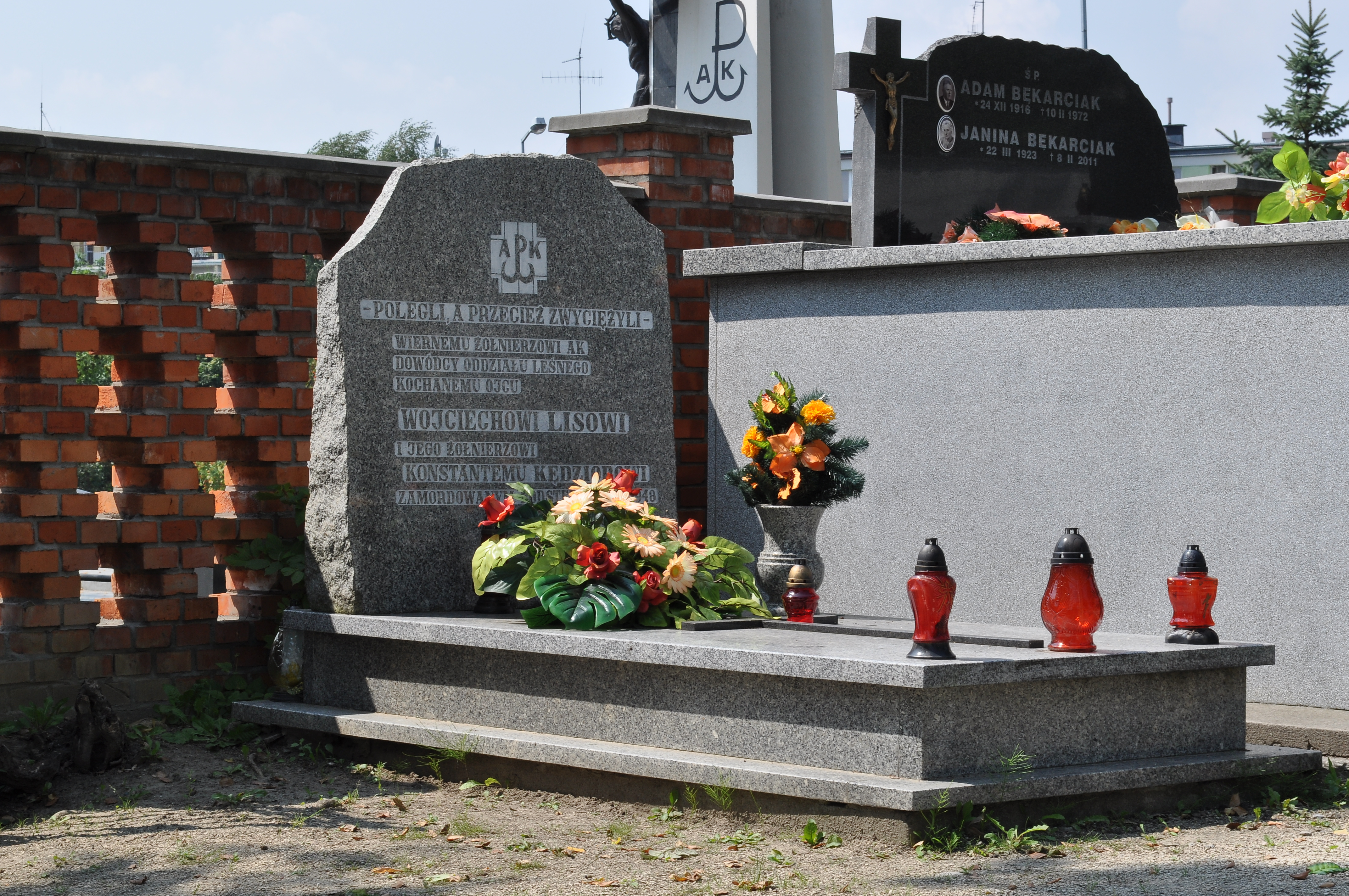
Grobowiec Wojciecha Lisa na cmentarzu parafialnym w Mielcu

Przez oddział Lisa przewinęło się około 160 osób, przeprowadzono około 200 akcji przeciwko komunistom i Armii Czerwonej. Po bardziej spektakularnych akcjach, tj. atak na stację PKP w Jaślanach czy rozbiciu posterunku MO w Cmolasie Urząd Bezpieczeństwa poddał represjom członków jego rodziny. Po amnestii w 1947 większość jego żołnierzy ujawniła się, pozostało 10. Wobec nieskutecznych akcji złapania Lisa kierownictwo UB w Mielcu podjęło decyzję o jego likwidacji przez agenta. Dokonał jej były żołnierz Lisa z czasów wojny, Wojciech Paluch, który działał jako szpieg w oddziale „Mściciela” od września 1945. 30 stycznia 1948 Paluch zastrzelił Lisa i Konstantego Kędziora „Kędziorka”, jednego z jego żołnierzy, podczas snu w okolicach wsi Ostrowy Baranowskie. Zwłoki Lisa i Kędziora przewieziono do Mielca i wystawiono na widok publiczny. Ciała zamordowanych zakopano na śmietniku KP MO w Mielcu. Zostały odnalezione w 1992 i pochowane na cmentarzu parafialnym w Mielcu.

## Życie prywatne
Był zaręczony z Marią Gruszką, z którą miał córkę Jadwigę.

## Odznaczenia
- Krzyż Komandorski z Gwiazdą Orderu Odrodzenia Polski (pośmiertnie, 2011)[20].

## Upamiętnienie
Wojciech Lis został wymieniony na tablicy upamiętniającej szczególnie zasłużonych żołnierzy podziemia antykomunistycznego ziemi mieleckiej, która została odsłonięta w 2014. Znajduje się przy drodze Mielec – Szydłowiec. 4 września 2022 r. został odsłonięty Pomnik Żołnierzy Wyklętych Niezłomnych, Wojciech Lis jest jedną z dwunastu postaci polskiego podziemia antykomunistycznego w nim upamiętnionych.
W rocznicę zamordowania Wojciecha Lisa i Konstantego Kędziora organizowana jest wieczornica patriotyczna na cmentarzu parafialnym w Mielcu. Głównym organizatorem uroczystości jest Stowarzyszenie Patriotyczny Mielec, które w szczególny sposób kultywuje pamięć o Wojciechu Lisie.
Pamięć o Wojciechu Lisie jest również kultywowana poprzez Rajd Rowerowy Śladami Walk Wojciecha Lisa „Mściciela”, którego jednym z organizatorów jest Grupa Rekonstrukcyjna Historyczna im. W. Lisa „Mściciela”.